# 薄皮杜鹃
薄皮杜鹃（学名：Rhododendron taronense）为杜鹃花科杜鹃花属下的一个种。

## 扩展阅读
- 維基物種上的相關：薄皮杜鹃